# Saint-Benoit-en-Diois
 Saint-Benoit-en-Diois  là một xã thuộc tỉnh Drôme trong vùng Auvergne-Rhône-Alpes ở đông nam nước Pháp. Xã Saint-Benoit-en-Diois nằm ở khu vực có độ cao 387 mét trên mực nước biển.